# Jan-Andrea Bard
Jan-Andrea «Janto» Bard (* 1981 in Pfäffikon ZH) ist ein Schweizer Jazzmusiker (Piano, Komposition).
Bard lernte ab dem sechsten Lebensjahr Klavier. Zunächst beschäftigte er sich mit Mathematik und begann ein Studium der Physik. 2006 erlangte er das Diplom der Mathematik an der ETH Zürich. Von 2007 bis 2012 studierte er bei Lester Menezes, Hans Feigenwinter und Malcolm Braff an der Jazzschule Basel, wo er die Mitglieder seines 2014 gegründeten Quintetts Janto’s Holding kennenlernte. Mit dieser Band erschien im Oktober 2015 sein Debüt-Album. Als grossformatige Nachfolgeband gründete er Janto’s Oktaeder. Daneben ist er im Trio Trivium, im Christine Huthmacher Trio und mit der interaktiven Audio-Installation Noise Tracker aktiv. Auch tourte er mit Feya Faku. In seiner 2019 gegründeten Oktett-Formation spielt er unter anderen mit den österreichischen Musikern Wolfgang Puschnig und Raphael Preuschl.

## Diskographische Hinweise
- Janto’s Holding: Crossed Fates (Unit Records 2015, mit Karin Ospelt, Lukas Wyss, Christopher Böhm, Florian Krause)
- Janto’s Oktaeder: (Unit Records 2017, mit Jonas Winterhalter, Lou Lecaudey, Lucas Wirz, Jonas Labhart, Sebastian von Keler, Marc Mezgolits, Florian Krause sowie Tim Hurley, Daniel Mudrack)